# 高石市立東羽衣小学校
高石市立東羽衣小学校（たかいししりつ ひがしはごろもしょうがっこう）は、大阪府高石市東羽衣2丁目にある公立小学校。

## 沿革
- 1953年（昭和28年）4月1日 - 開校。
- 1972年（昭和47年）4月1日 - 高石市立加茂小学校を分離。

## 通学区域
- 東羽衣1～7丁目[1]

※卒業後は基本的に高石市立高石中学校に進学する。